# Venus und Adonis

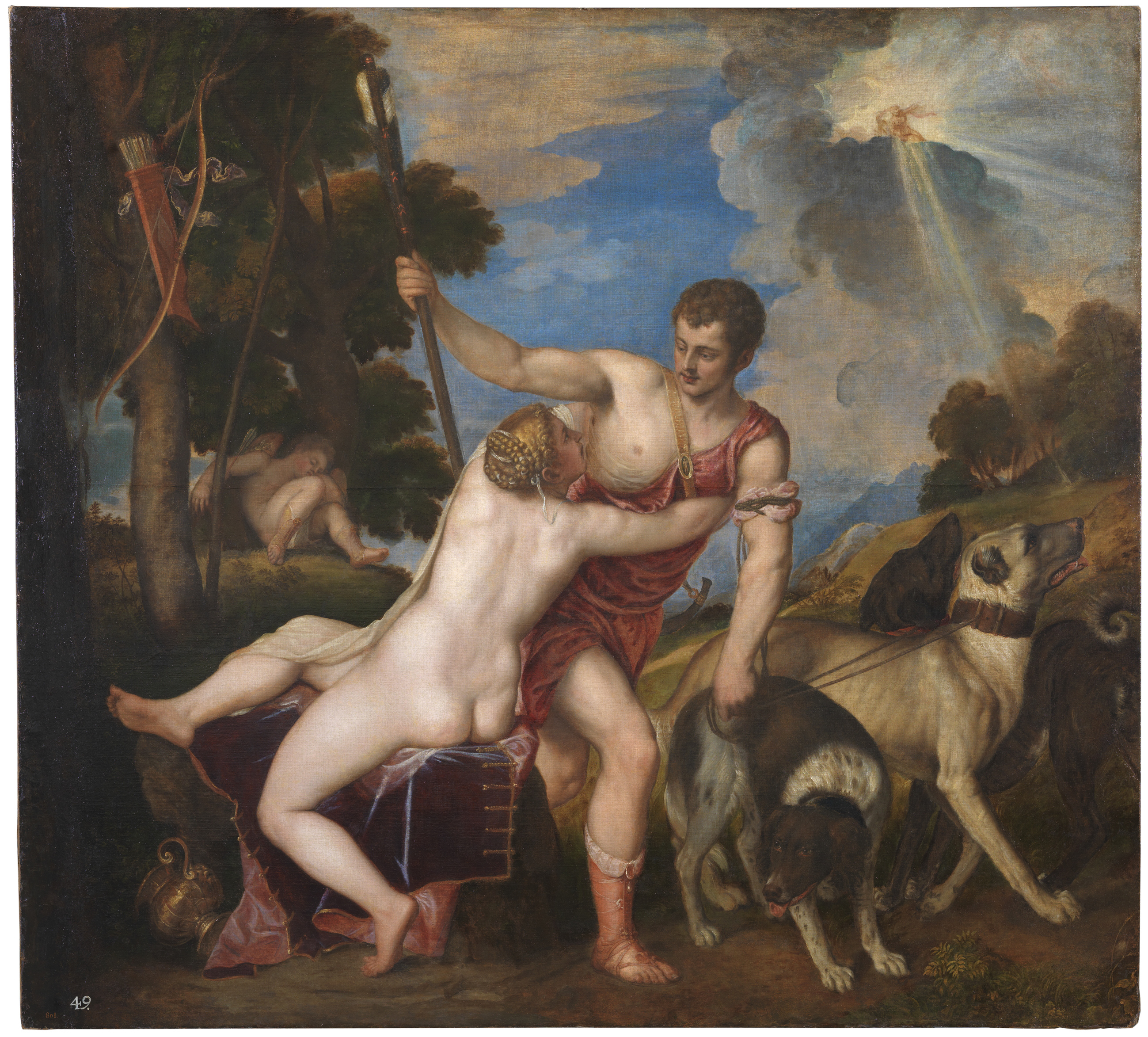
Venus und Adonis von Tizian

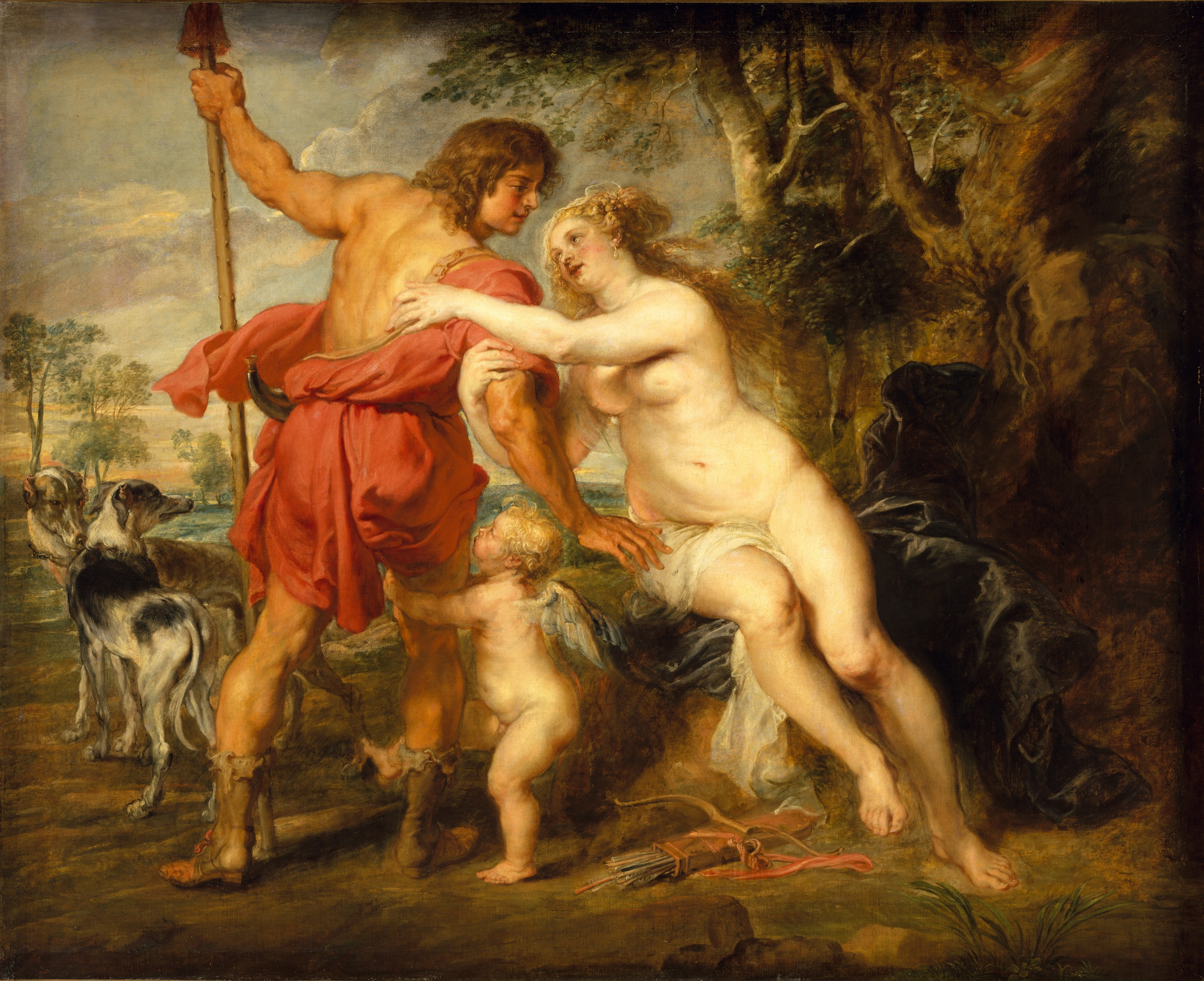
Venus und Adonis von Rubens

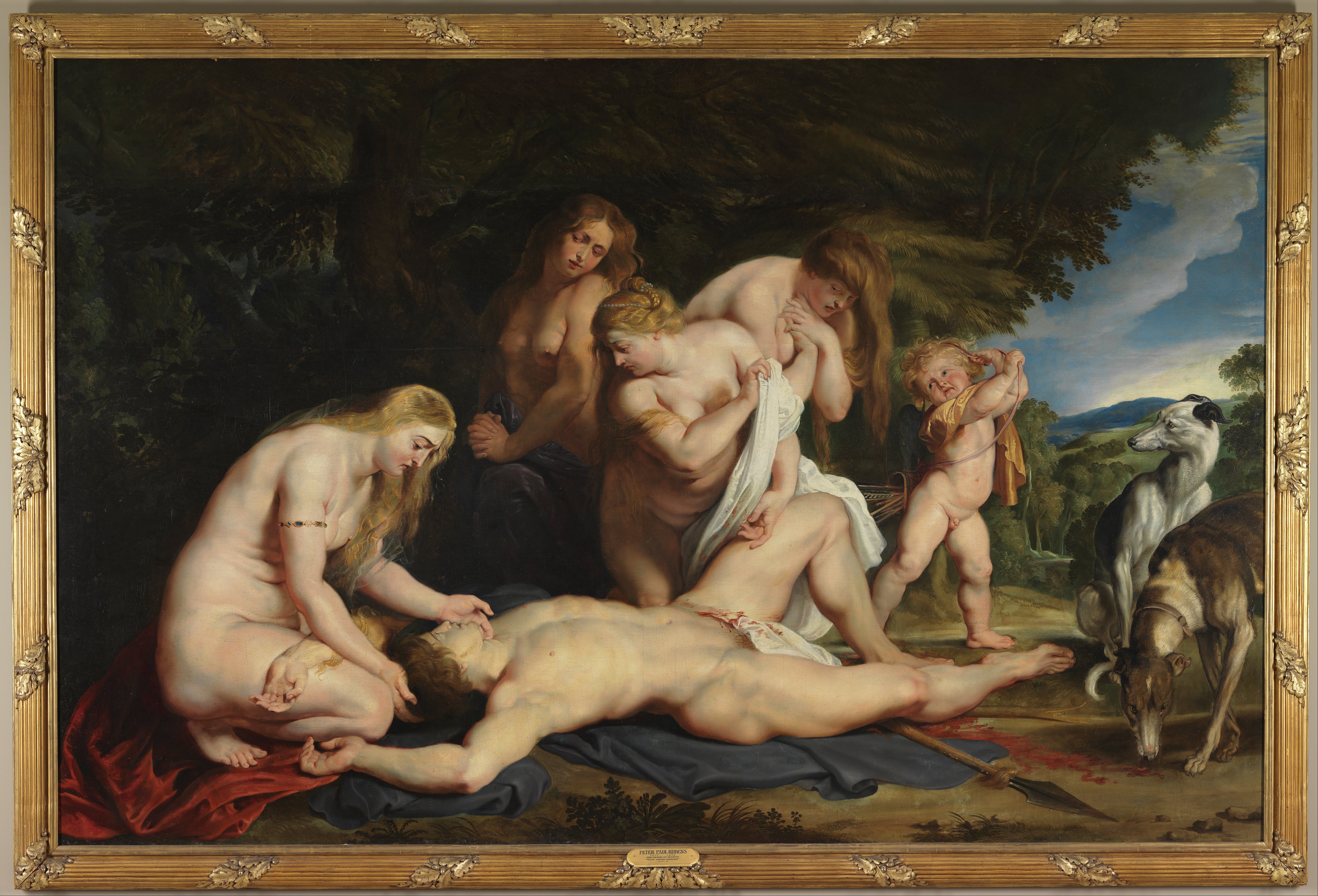
Der Tod von Adonis von Rubens

Venus und Adonis sind ein berühmtes Liebespaar der römischen Mythologie.

## Römischer Mythos
Der Jüngling Adonis ist so schön, dass sich selbst die Liebesgöttin Venus in ihn verliebt. Zum jungen Mann herangewachsen, wird Adonis auf der Jagd von einem Eber getötet (nach anderen Quellen durch den eifersüchtigen Ares bzw. Mars in Gestalt eines Ebers). Über den Verlust ihres Geliebten untröstlich, lässt Venus aus seinem Blut eine Blume sprießen, das Adonisröschen. Einen Teil des Jahres verbringt Adonis von nun an im Reich der Proserpina in der Unterwelt, den anderen Teil des Jahres als Blume im Reich der Lebenden.

## Bearbeitungen in der Literatur und in der Bildenden Kunst
Der Mythos von Venus und Adonis hat seine bekannteste Form bei Ovid gefunden. Die Geschichte ist vielfach wieder aufgegriffen und weiter bearbeitet worden, insbesondere von Shakespeare.
In der Bildenden Kunst wird zumeist der Augenblick gewählt, in dem Venus Adonis von der verhängnisvollen Jagd abzuhalten sucht. Während Cupido bei Tizian im Hintergrund des Bildes schläft, verbündet er sich in der Darstellung von Rubens mit Venus und versucht, Adonis festzuhalten. Eine bekannte Darstellung von Rubens zeigt zudem die um den toten Adonis trauernde Venus.